# Dennis O'Neil
Dennis Joseph O'Neil (San Luis, Misuri; 3 de mayo de 1939-Nyack, Nueva York; 11 de junio de 2020) fue un escritor, editor de historietas, y guionista de cómics estadounidense. Trabajó principalmente para cómics de Marvel Comics y DC Comics en los años 1960 a 1990.
Destacó por revitalizar a Batman como héroe detectivesco a principios de la década de los años 1970. Posteriormente, desde mediados de los años 1980 hasta principios de los años 2000, supervisó editorialmente todos los trabajos del grupo editorial DC Comics sobre Batman.

## Biografía

### Primeros años
Dennis O'Neil pertenecía a una familia católica de San Luis, Misuri. En su juventud solía acompañar a su padre o a su abuelo al almacén para comprar comestibles y, ocasionalmente, un cómic.
Se graduó con especialidad en literatura inglesa, escritura creativa y filosofía en la Universidad de San Luis a principios de los años 1960; y se incorporó a la Marina de Guerra de los Estados Unidos apenas a tiempo para participar en el bloqueo de Cuba durante la crisis de los misiles de Cuba de 1962.
Tras licenciarse, O'Neil consiguió trabajo en un periódico en el cabo Girardeau, Misuri. Escribió columnas para el periódico sobre el renacimiento de la industria de la historieta que atrajeron la atención de Roy Thomas, quien se convertiría en uno de los grandes nombres de la edad de plata del cómic.

### Marvel Comics
Roy Thomas pronto consiguió trabajo para la serie de Superman de DC Comics, pero la abandonó al poco tiempo para trabajar con Stan Lee en Marvel Comics. Había conseguido que O'Neil le hiciera el Marvel Writer's Test, que consistía en añadir diálogos a un extracto mudo de cuatro páginas de los Cuatro Fantásticos; su trabajo impresionó a Lee y le ofreció un trabajo.
Cuando la expansión de Marvel hizo imposible que Lee escribiera por completo sus títulos, delegaba funciones de escritor a Thomas lo más posible, pero aun así eran necesarios más escritores, de forma O'Neil se ocupó por un corto periodo de las historias de Doctor Strange (seis números) y de Daredevil (trece páginas).

### Charlton Comics
Los trabajos para Marvel se acabaron y O'Neil consiguió empleo con Charlton Comics, bajo el seudónimo de Sergius O' Shaugnessy. Allí trabajó de forma regular durante un año y medio, bajo las órdenes del redactor Dick Giordano.

### DC Comics
En 1968 a Giordano le ofrecieron un puesto en el área editorial de DC Comics y se llevó a varios trabajadores independiente de Charlton con él, incluyendo a O'Neil. Esto trajo nuevas modas a la editorial, que se había quedado estancada con los modelos de la década de 1950. El cabello corto, camisa blanca y corbata se transformó en vaqueros y personas hippies, una nueva generación.
Los primeros encargos a O'Neil implicaban dos estrategias encaminadas a aumentar las ventas: la creación de personajes nuevos y modernizar a personajes ya existentes. 
O'Neil hizo varias historias para The Creeper, un nuevo héroe creado por Steve Ditko. También le asignaron a Mujer Maravilla y en compañía del dibujante Mike Sekowsky, quitó le quitó sus poderes y traje a este personaje, convirtiéndola en una exiliada de la comunidad de las Amazonas, y fijó la atención en su mentor oculto, I Ching. Estos cambios no sentaron bien a los seguidores del personaje, particularmente a lectores feministas, y O'Neil más tarde admitió que estos cambios, sin proponérselo, alejaron a los lectores.
En Liga de la justicia introdujo temas sociales y políticos a sus historias, sentando bases para posteriores trabajos como Linterna Verde y Flecha Verde, consiguiendo mayor éxito. Siguiendo la línea fijada por Bob Haney y Neal Adams en The Brave and the Bold, redefinió visualmente a Flecha Verde en la versión que apareció en cómics entre 1960 y 1986, cambiando su apariencia de un playboy a un héroe urbano. Este nuevo aspecto culminaría en Linterna Verde/Flecha Verde, una creación social e izquierdista que mostraba los conceptos políticos que definirían su trabajo.
Ha escrito varias novelas, cómics, historias cortas, revisiones y guiones, incluyendo la novelización de la película Batman Begins y The Dark Knight. También fue el autor de una serie de novelas sobre un luchador de kung fu llamado Richard Dragon, que más tarde adaptó a historieta.

### Retiro
O'Neil pasó varios de los últimos años 1990 enseñando escritura para cómics en la Escuela de Artes Visuales de Nueva York, ocasionalmente en conjunto con el también escritor de cómics John Ostrander.
Desde su retiro perteneció a la junta directiva de The Hero Initiative, una organización de caridad que proporciona asistencia económica a profesionales de la historieta.

### Fallecimiento
Falleció en su domicilio a los 81 años de edad el 11 de junio de 2020 por causas naturales.

## Éxitos
Sus trabajos más conocidos son Linterna Verde/Flecha Verde, para la DC con Neal Adams, La Sombra con Mike Kaluta y The Question con Denys Cowan. En su época, años 1970, fueron consideradas historias sofisticadas que excedían del potencial artístico medio.
Su trabajo de los años 1970 en Batman fue su logro más conocido, devolviendo al personaje a sus raíces más oscuras y acentuando sus habilidades detectivescas, después de un período dominado por la influencia de la comedia televisiva de los años 1960. Este caballero oscuro más severo y más sofisticado, un estilo de narrativa descriptiva y novelesca, así como nuevos villanos tales como Ra's Al Ghul, la relación romántica entre Talia al Ghul y Batman, y el regreso del Joker como villano sádico y menos bufonesco, influyeron en las versiones posteriores, desde el cómic Batman: The Dark Knight Returns de Frank Miller hasta Batman Begins, la película de 2005.
Además es históricamente aclamado por influyentes cómics sobre Batman, como Las cinco venganzas del Joker de 1973 y el compilado de historias denominadas The Saga Of Ra's Al Ghul de 1971 y 1972, posteriormente recopiladas en un tomo llamado Batman: Tales of the Demon (1991).

## Premios
Ha recibido un alto grado de reconocimiento en la industria del cómic, incluyendo:
- 1970 Premio Shazam a la mejor historia individual para «No Evil Shall Escape My Sight» (Ningún mal escapará mi vista) en Green Lantern #76 (con Neal Adams).[15]
- 1970 Premio Shazam al mejor escritor (división dramática) en 1970 para Linterna Verde, el Batman, Superman y otros títulos.[15][16]
- 1971 Premio Shazam la mejor historia individual para «Snowbirds Don't Fly» (Las aves de nieve no vuelan) en Green Lantern #85 (con Neal Adams) en 1971.[17]
- 1971 Premio Goethe al «Escritor profesional favorito».[18]
- 1981 Premio Inkblot.[19]
- 1986 Nominado al Premio Haxtur como «Mejor historieta corta» por Daredevil.[20]
- 1989 Nominado al Premio Haxtur como «Mejor guion» por «Sta. Prisca/Trasformación» Question #10-11.[20]
- 1990 Nominado al Premio Haxtur como «Mejor guion» por Question #19.[20]
- 1996 Premio Haxtur a la «Mejor historieta corta» por «Las Crónicas de Batman #1» en el Salón Internacional del Cómic del Principado de Asturias.[20]
- 1998 Premio Haxtur a «Autor que amamos».[20]

### Cómic
- Batman: Tales of the Demon (1991)
- Batman: Birth of the Demon (1992)
- Legends of the Dark Knight: Shaman (1993)
- Legends of the Dark Knight: Venom (1994)
- The Shadow
- The Question

### Ensayo
- The DC Comics Guide to Writing Comics (2001)